# José Luis Pérez Canca
José Luis Pérez Canca, conocido también como Pérez Canca o Pepelu (Málaga, 8 de mayo de 1971-Fuengirola, Málaga, 10 de septiembre de 2015) fue un balonmanista español que militó en la Liga ASOBAL y en la selección de España, con la que llegó a disputar 30 partidos internacionales. Se retiró en 2010 tras haber jugado 19 temporadas en la Liga ASOBAL.
Con la selección española, ganó la medalla de plata en el Campeonato de Europa de 1998 tras perder la final ante Suecia.

## Biografía

### Trayectoria deportiva
Se formó en la cantera del Maristas de Málaga, desaparecido actualmente de la Liga ASOBAL, tras haber rechazado al Málaga Club de Fútbol después de haber hecho unas pruebas de admisión. Comenzó entonces a dar sus primeros pasos por el balonmano "profesional" a la vez que estudiaba para ingeniero de telecomunicaciones. En 1996 decide dar el salto a la Liga ASOBAL, firmando un contrato por un año, pero jugó para el equipo leonés durante 4 temporadas. Durante esos 4 años, ganó una Recopa de Europa y una Copa ASOBAL, y sus grandes actuaciones dieron pasado a un debut con la selección española, logrando la medalla de plata en el europeo de Italia 1998.
En el año 2000 firmó por el BM Ciudad Real que dirigía por entonces Veselin Vujovic. En estas tres temporadas que estuvo en Ciudad Real, amplió su palmarés, pero le costó minutos de juego, marchando al BM Granollers en 2003.
En el equipo catalán estuvo 5 temporadas, firmando goles anecdóticos como el día 31 de mayo de 2007, cuando anotó el gol 200.000 de la Liga ASOBAL, hecho por el cual recibió un homenaje de parte de la Liga. Tras su periplo en Granollers, firmó por el CB Antequera para afrontar su retiro del balonmano profesional.

### Fallecimiento
A mediados del año 2012 le fue diagnosticado un cáncer de páncreas. El 10 de septiembre de 2015 y tras una lucha de más de 3 años contra la enfermedad, fallece en su domicilio de Fuengirola víctima del cáncer.

## Equipos
- Maristas de Málaga (1990-1996)
- Ademar León (1996-2000)
- BM Ciudad Real (2000-2003)
- BM Granollers (2003-2008)
- CB Antequera (2008-2010)

## Palmarés

### Ademar León
- Recopa de Europa (1): 1998-99
- Copa ASOBAL (1): 1998-99

### BM Ciudad Real
- Recopa de Europa (2): 2001-02 y 2002-03
- Copa EHF (1): 2002-03
- Copa del Rey (1): 2001-02

### Selección nacional

#### Campeonato de Europa
- Medalla de plata en el Campeonato de Europa de 1998

## Estilo de juego
Era un deportista que suplía su falta de físico con un juego habilidoso e inteligente. Desempeñaba su juego en la zona de central, siendo muy habilidoso a la hora de organizar y crear juego. Todo el juego del equipo pasaba por sus manos. Jugador inteligente y con una visión de juego muy próxima a la de los entrenadores, esto es lo que hacía que Pérez Canca trasladara los pensamientos del entrenador a la pista y catalizara el juego de manera que el equipo aproveche todo su potencial.

## Homenajes
El 4 de abril de 2018, se anunció el cambio de denominación del nuevo pabellón cubierto de la ciudad deportiva de Carranque (Málaga). Se denominará "José Luis Pérez Canca". Este cambio se hace oficial mediante Resolución de 13 de abril de 2018, de la Secretaría General para el Deporte de la Junta de Andalucía, por la que se acuerda el cambio de denominación de Pabellón Nuevo de Carranque por el de «Pabellón José Luis Pérez Canca» en la Ciudad Deportiva de Carranque, en Málaga (BOJA nº 76, de 20 de abril).